# Meredith Scott Lynn
Meredith Scott Lynn (Brooklyn, 8 marzo 1970) è un'attrice statunitense.

## Filmografia

### Cinema
- Billy's Hollywood Screen Kiss, regia di Tommy O'Haver (1998)
- A Night at the Roxbury, regia di John Fortenberry (1998)
- Piovuta dal cielo (Forces of Nature), regia di Bronwen Hughes (1999)
- American School (Loser), regia di Amy Heckerling (2000)
- La rivincita delle bionde (Legally Blonde), regia di Robert Luketic (2001)
- Hollywood Homicide, regia di Ron Shelton (2003)
- Pazzo pranzo di famiglia (When Do We Eat?), regia di Salvador Litvak (2005)
- Vamps, regia di Amy Heckerling (2012)

### Televisione
- L'albero delle mele (The Facts of Life) – serie TV, episodi 9x23-9x24 (1988)
- In famiglia e con gli amici (Thirtysomething) – serie TV, episodio 3x08 (1989)
- Blue Jeans (The Wonder Years) – serie TV, episodio 4x01 (1990)
- I quattro della scuola di polizia (21 Jump Street) – serie TV, episodio 5x01 (1990)
- CBS Schoolbreak Special – serie TV, episodio 9x05 (1992)
- Ma che ti passa per la testa? (Herman's Head) – serie TV, episodio 2x04 (1992)
- Pacific Station – serie TV, episodio 1x10 (1992)
- Law & Order - I due volti della giustizia (Law & Order) – serie TV, episodio 3x22 (1993)
- Lois & Clark - Le nuove avventure di Superman (Lois & Clark: The New Adventures of Superman) – serie TV, episodio 2x19 (1995)
- Vita con Roger (Life with Roger) – serie TV, episodio 1x01 (1996)
- The Practice - Professione avvocati (The Practice) – serie TV, episodio 2x08 (1997)
- Giudice Amy (Judging Amy) – serie TV, episodi 1x06-1x09 (1999)
- Providence – serie TV, episodio 2x18 (2000)
- Kristin – serie TV, episodio 1x03 (2001)
- Il tocco di un angelo (Touched by an Angel) – serie TV, episodio 8x05 (2001)
- Roswell – serie TV, episodi 3x12-3x13 (2002)
- Squadra Med - Il coraggio delle donne (Strong Medicine) – serie TV, episodio 5x04 (2004)
- Detective Monk (Monk) – serie TV, episodio 4x04 (2005)
- CSI - Scena del crimine (CSI: Crime Scene Investigation) – serie TV, 4 episodi (2005-2006)
- Girlfriends – serie TV, episodi 6x07-6x22 (2006)
- Pepper Dennis – serie TV, episodio 1x11 (2006)
- How I Met Your Mother – serie TV, episodio 2x15 (2007)
- Desperate Housewives – serie TV, episodio 4x10 (2008)
- Law & Order: LA – serie TV, episodio 1x21 (2011)
- NCIS: Los Angeles – serie TV, episodio 3x6 (2011)
- American Horror Story – serie TV, episodio 1x12 (2011)
- Weeds – serie TV, episodio 8x10 (2012)
- Il tempo della nostra vita (Days of Our Lives) – soap opera, 171 puntate (2012-2017)
- The Rookie – serie TV, episodio 3x07 (2021)
- The Morning Show – serie TV, episodio 2x08 (2021)
- Station 19 – serie TV, episodio 5x10 (2022)

### Doppiatrice
- Il re leone II - Il regno di Simba (The Lion King II: Simba's Pride), regia di Darrell Rooney (1998)
- Pepper Ann – serie animata, 4 episodi (1999)
- I Griffin (Family Guy) – serie animata, episodi 3x03, 3x14 e 3x19 (2001-2002)
- I segreti dei cinque cicloni (Secrets of the Furious Five), regia di Raman Hui (2008)

## Doppiatrici italiane
Nelle versioni in italiano delle opere in cui ha recitato, Meredith Scott Lynn è stata doppiata da:
- Francesca Draghetti in Piovuta dal cielo
- Tiziana Avarista in Hollywood Homicide
- Francesca Guadagno in Desperate Housewives
- Mariadele Cinquegrani in CSI - Scena del crimine
- Anna Cesareni in NCIS: Los Angeles